# Juliusz Twardowski
Juliusz Twardowski, uváděn též jako M. von Twardowski, Julius von Twardowski nebo Juliusz Twardowski ze Skrzypny (23. ledna 1874 Vídeň – 6. června 1945 Krakov), byl polský politik z Haliče, před rokem 1918 aktivní v rakousko-uherské, respektive předlitavské politice, v letech 1917–1918 ministr pro haličské záležitosti.

## Biografie
Za vlády Ernsta Seidlera se stal ministrem pro haličské záležitosti. Funkci zastával v období 23. června 1917 – 25. července 1918. Profesí byl právník. Publikoval studie o státoprávních otázkách ale i o kulturních tématech. Po roce 1918 byl aktivní v rakousko-polských vztazích. Působil jako umělecký referent listu Fremden-Blatt.
Jeho bratrem byl filozof a psycholog Kazimierz Twardowski.